# John Ely
Pour les articles homonymes, voir Ely (homonymie).
John Daniel Ely (né le 13 mai 1986 à Harvey, Illinois, États-Unis) est un lanceur droitier qui a joué pour les Dodgers de Los Angeles de 2020 à 2012 dans la Ligue majeure de baseball.

## Carrière
Après des études secondaires à la Homewood-Flossmoor High School de Flossmoor (Illinois), John Ely suit des études supérieures à l'université Miami à Oxford dans l'Ohio où il porte les couleurs des Redhawks de Miami de 2005 à 2007.
Il est drafté le 7 juin 2007 par les White Sox de Chicago au troisième tour de sélection. Il perçoit un bonus de 240 750 dollars à la signature de son premier contrat professionnel le 25 juin 2007.

### Dodgers de Los Angeles
Encore joueur de Ligues mineures, il est transféré chez les Dodgers de Los Angeles le 18 décembre 2009 à l'occasion d'un échange impliquant plusieurs joueurs. Le 15 décembre 2009, les White Sox font l'acquisition de Juan Pierre des Dodgers et cèdent en retour trois jeunes espoirs, dont John Ely, désigné pour faire partie de l'échange trois jours plus tard.
Le droitier se fait rapidement une place au sein de l'effectif des Dodgers, et joue pour la première fois en Ligue majeure le 28 avril 2010 alors qu'il est le lanceur partant des Dodgers à New York face aux Mets. Il accorde cinq points mérités en six manches lancées dans cette première sortie et écope de la défaite dans un revers de 7-3 des Dodgers. Il termine sa première saison avec seulement 4 victoires pour 10 défaites en 18 départs, avec une moyenne de points mérités de 5,49.
En 2011, il ne lance que 12 manches et deux tiers en 5 matchs pour Los Angeles, dont 4 sorties en relève. Il écope d'une défaite à sa seule décision et affiche une moyenne de points mérités de 4,26. Il passe la majeure partie de la saison dans les mineures avec le club-école d'Albuquerque.
Il n'apparaît que dans deux matchs des Dodgers en 2012, chaque fois comme releveur, et accorde six points en deux manches et deux tiers.

### Astros de Houston
Les Dodgers échangent Ely aux Astros de Houston le 19 décembre 2012 contre le lanceur gaucher Rob Rasmussen.

## Statistiques
| Saison | Équipe     | G  | GS | CG | SHO | V | D  | SV | IP    | SO | ERA  |
| ------ | ---------- | -- | -- | -- | --- | - | -- | -- | ----- | -- | ---- |
| 2010   | LA Dodgers | 18 | 18 | 0  | 0   | 4 | 10 | 0  | 100.0 | 76 | 5,49 |
| Totaux | Totaux     | 18 | 18 | 0  | 0   | 4 | 10 | 0  | 100.0 | 76 | 5,49 |

Note: G = Matches joués ; GS = Matches comme lanceur partant ; CG = Matches complets ; SHO = Blanchissages ; 
V = Victoires ; D = Défaites ; SV = Sauvetages ; IP = Manches lancées ; SO = retraits sur des prises ; ERA = Moyenne de points mérités.